# 侯振亚
侯振亚（1912年12月31日—1974年8月22日），本名侯正寅，河北沙河人，中华人民共和国政治人物。

## 生平

### 早年
侯振亚出生于河北沙河的中农家庭，五岁丧母，其家庭依靠父亲侯兆荣种地维生。
1925年，侯振亚从小学毕业，来到山西省平定县晋友中学上学。受到来自大名第七师范学校教师（中共党员）的影响后，侯振亚于1929年考入大名七师，并在当年秋天加入中国共产主义青年团，1930年9月加入中国共产党，并参加了反帝大同盟和左翼作家联盟。

### 加入中共后
侯振亚入党后，在任中共大名七师支部宣传委员和县委秘书，1931年暑假在中共直南特委的指示下和同伴周庠回到家乡沙河县创立党支部，并自任书记。1932年9月，在九一八事变一周年时，侯振亚在大名七师被国民政府逮捕，并押往顺德府（邢台）监狱。随后，被押至北平草岚子监狱。
侯振亚在狱中经历了三次审查，依照反省院的制度，只需审查时在反共声明上按下手印，则无论刑期可直接释放，但即使监狱多次用刑逼供，侯振亚也并未接受该条件。
1934年底，在监狱内伙食条件越来越差的情况下，狱中的中共党支部宣布绝食，七天后，迫于政治犯的压力，监狱同意改善伙食条件。

### 抗日时期
1936年，中共中央华北局在抗日人员缺乏的情况下，两次请示中共中央，得到批复后指示北平狱中人员可依照反省院出狱手续出狱，于是在狱中的侯振亚与安子文等人共同签署反共声明而出狱，随后经安子文介绍到太原与薄一波对接，加入牺盟会并任宣传委员。
1937年9月，侯振亚被派往辽县任县委书记，1941年任沁源县委副书记，其后转正。1942年起参加了历时九百多天的沁源围困战。
抗日战争结束后，侯振亚在1946年至1949年任中共山西太岳区委组织部副部长，兼任干部科科长。1949年3月，任中国人民解放军长江支队组织部副部长，随军南下福建。:1-2

### 中华人民共和国时期
抵达福建后，侯振亚担任中共福建省委组织部副部长兼人事厅厅长。1954年，当选第一届全国人民代表大会代表，其后又担任第二、第三届全国人大代表。
1966年文化大革命开始，康生等人开始追查1936年的事件，炮制了六十一人叛徒集团案以打击刘少奇（其时刘少奇代表华北局向中共中央提交请求该61人出狱的报告），侯振亚随后被打倒关入监狱，1974年在狱中被迫害致死。

## 平反
文革结束时，毛泽东指定的接班人华国锋及汪东兴等拒绝为六十一人叛徒集团案平反，1978年十一届三中全会后才全面平反该案，侯被迁葬于福州市枕峰山革命公墓。
2012年，在侯振亚百年诞辰时，其骨灰被运送回家乡沙河市北俎村。

## 家庭
父亲侯兆荣是农民，侯振亚育有一子侯章林和一女侯榕林。堂弟侯正顺。